# 李勤岸
李勤岸（1951年10月12日—），臺南市新化區（大目降）人，原名李進發，也用過慕隱、牧尹和大目降等筆名發表華語散文及詩，1982年正式將筆名及本名改為李勤岸。曾任美國哈佛大學閩南語課程教授。是美國夏威夷大學語言學博士及台灣語文拼音方式整合計畫的主持人，是台語改革進化史上的關鍵人物之一。

## 早年生活
李勤岸是農家子弟出身，家裡經濟並不寬裕。1979年自東海大學外文系畢業，1986年拿到美國奧克拉荷馬市大學（OCU）英語教學碩士學位，回到國立中山大學外文系任教。他曾自述其求學經歷：「爸爸愛讀書，家裡窮，卻自己想盡辦法，打工、借貸，一路唸到博士。高中畢業後，沒錢唸大學，先去當兵。退伍後，去當三年推銷員，再考大學。大學畢業，教了七年書，再去美國讀碩士。回國後，教五年書，再出去讀博士，整整花了八年的時間才拿到博士學位。」1987年因政治因素（1986年被中山大學惡意解聘，同年六月走上街頭辭職抗議，同年八月發起成立台灣第一個教師組織「教師人權促進會」）離職。之後兩年（1987-1989），以兼課維生，積極投入社會運動。1991年，參與發起蕃薯詩社，加入台灣獨立建國聯盟，1994年取得夏威夷大學語言學碩士學位，2000年取得夏威夷大學語言學博士學位，並到國立東華大學人文社會科學學院任職。2001年8月參與成立財團法人台灣羅馬字協會。2001年到夏威夷大學東亞語言文明系任職，2004年回到台灣師範大學台灣文化及語言文學研究所擔任專任助理教授。2004年3月發起成立世界台灣母語聯盟，擔任總召集人。2005年兼任教育部國語會委員與國立編譯館審定委員。畢生除了致力於台語教學研究外，更積極推動整合台語羅馬字拼音方案，並努力整合世界台灣母語聯盟組織。

## 著作發表

### 專書
- 李勤岸    《台灣話語詞變化》台南：真平企業，2003
- 李勤岸    《語言政策kap 語言政治》台南：真平企業，2003
- 李勤岸    《母語教育：政策及拼音規畫》台南：真平企業，2006
- 李勤岸（編）《母語文學tī母語教育中ê角色》台北：國立台灣師範大學、國家台灣文學館，2006
- 李勤岸（編）《第一屆台灣羅馬字青年學者學術研討會論文集》台南：金安出版社，2008

## 作品介紹

### 散文
- 《哈佛台語筆記》台南：開朗雜誌事業。2007.
- 《新遊牧民族》台南：台南縣文化局。2001

### 戲劇
- 《台語人生》嘉義：中正大學。2019

### 詩集
- 《是非有芳臭》

- 《咱攏是罪人》

《咱攏是罪人》是原本預計在2001年出版的《海翁宣言》，多數作品在2000年至2001年完成，當時李勤岸在花蓮東華大學任教。本書分成三輯：輯一咱攏是罪人，輯二魚若翻身，輯三後山歲月收有十四首詩；加上序詩共有五十二首詩。
- 《母語e心靈雞湯》

《母語e心靈雞湯》是李勤岸到哈佛大學任教後寫成的另一本詩集，分成四輯：輯一SARS，戰爭kah其他，輯二一景十詩，輯三春天花展輯四詩e治療 。李勤岸認為台灣人心中有許多創傷，需要一帖心靈的補藥，是本詩集的中心思想。
- 《大人囝仔詩》

《大人囝仔詩》加上序詩母語e詩教育，共有三十四首。李勤岸取此書名，意在「大人囝仔詩」是大人念給「囝仔」聽的詩，是大人寫的「囝仔詩」，是詩人這個「大人囝仔」寫的詩，也是十幾歲的「大人囝仔」可以讀的詩。創作本詩集時設定了三個原則：押韻、趣味、詩教育。

## 社會運動

### 戒嚴時期
戒嚴時期的統治階層對人民施予高度的精神壓迫，心中對威權統治的反動變成一次又一次的社會運動，企圖突破現實，解決問題，走向民主自由的理想社會。李勤岸在坎坎坷坷現實路提及戒嚴和自由的受限，說出知識分子的憂慮；在民主草中反映改革份子受到壓迫的景況，宣示追求民主的決心；在距離學中說明了思想對民主和人權的殘害。

### 教師人權運動
李勤岸在中山大學任教時要求「教官退出校園」，因此受到國民黨政府的監視。一九八三年，李勤岸參與編選《台灣詩選》，為入選關切現實的十首詩作序，引起了官方注意。一九八七年五月，李勤岸得知自己再度因被質疑「思想有問題」，將不再被中山大學續聘，憤而主動辭職。李勤岸以教師人權歌充分表達教師的心聲。1987年李勤岸和石文傑、盧思岳共同成立教師人權促進會籌備處，並於8月23日正式成立教師人權促進會，發表教師人權宣言，以「推動教育改革、保障教師權益、維護教師尊嚴、尊重學術自由」為宗旨，後更極力促成《教師法》之修訂，以成立教師工會為最終目標，恢復遭受政治侵害的教育體質，為台灣的教師人權運動的先聲。

### 獨立運動
1979年美麗島事件後，李勤岸開始積極參與黨外運動。他認為作家不能只是關起門來寫作，應該從事社會運動，改革社會及政治的病態。

## 台語文運動
李勤岸認為，族群的認同就是尋根的認同，是值得復興的。他在第二次的台語文學運動中扮演主要的推手，也是重要的詩人作家。他認為語言平等乃是族群平等的基石，不同文化間的彼此尊重是族群和諧的根本。尊重語言權，珍視語言資產，進一步追求一個多元語文的國家，是他的志業。

### 結合社會運動
語言不只是溝通的工具而已，還有族群文化和情感上無法切割的成分，而語言政治是語言運動中非常重要的一部分，李勤岸加入台灣獨立建國聯盟時就有結合台語文運動和台灣獨立運動的想法：想要讓台語文運動成功，一定要讓台語文運動與台灣獨立運動結合。

### 整合拼音系統
母語教育需要一套整合的拼音文字。唯有拼音系統整合統一，讓台語書寫標準化，才能落實母語教學。李勤岸以咱攏是罪人這首詩企圖喚醒台語文運動者的罪惡感，促使大家凝聚共識，整合出一套統一的台語標音系統。李勤岸根據語言學的思考方向，提出三個台語標記系統的整合方案：
（一）教會羅馬字接受TLPA及通用拼音改革中合理的部份；（二）教會羅馬字改名「萬國通用音標」，因為教會羅馬字本質便是通國際音標的國際通用音標（ISOS）；（三）統合上述兩方案，接納通用音標和TLPA改革方案，使用調號標音調，並改名為萬國通用音標，如此即成一種理想的音素文字，可名為「台灣字」。

### 從事文學創作
「意識上社會化」是李勤岸的追求，社會問題是他最關心的議題，他是一個經世濟民的社會派詩人。1978年，李勤岸出版第一本詩集《黑臉》，走寫實路線，反映當時的社會現實及民眾心聲。1987年，李勤岸因政治因素被解聘，政治文學寫作氛圍深深影響了李勤岸的詩風。李勤岸改用母語寫作之後，詩的產量大增，他並提出使用台語寫作的四個理由：（一）反殖民，建立有尊嚴的台灣文學；（二）建立台灣人的文學傳承；（三）建立民族文學，完成母語建國；（四）救存、復振母語。此四點可視為李勤岸寫作台語詩的立基。

## 台語詩的精神
李勤岸台灣文學的正名提到：「用母語寫作是實踐去殖民化最重要的一種方式。」反殖民、文學傳承、民族文學、復振母語是他寫作台語詩的根基，除了抒發個人情感的詩作外，還有更多反映現實、關懷社會的作品。方耀乾認為，李勤岸無論從事文學創作或進行語言研究，都與「台灣獨立建國」脫離不了關係。

## 台語詩的書寫特色
李勤岸的創作多為自由體現代詩，將韻文詩的元素融入自由體中，如押韻和重複的句式，並曾在1987年提出「音韻上歌謠化、語言上口語化、意識上社會化、精神上批判化、形式上規律化、長度上簡短化」的創作理念，企圖為每一首詩尋找一個完整而規律的形式。他利用淺顯的語言、優美的音韻、生動的譬喻、強烈的映襯、犀利的諷刺與鮮明的象徵創作每一篇作品，並藉此傳達出對台灣這塊土地的疼惜和真愛。

## 擔任評審
- 2018年臺中市政府文化局邀請方梓、方耀乾、王金選、平路、石德華、向陽、宇文正、吳晟、李如青、李勤岸、曹俊彥、陳幸蕙、陳憲仁、陳雨航、曾貴海、楊翠、楊錦郁、劉克襄、蔡素芬、蕭蕭、鍾永豐、鍾怡雯等國內作家、詩人組成本屆台中文學獎評審團[1]。

## 詳見
- 台灣閩南語羅馬字拼音方案
- 臺語通用拼音
- 台語文歷史

## 外部連結
- 楊允言：台語文字化兮過去佮現在 （页面存档备份，存于）
- （勤岸台文網） （页面存档备份，存于）